# Puracé (volcan)
Pour les articles homonymes, voir Puracé.
Le Puracé est un stratovolcan de Colombie constitué de sept cônes et cratères.

## Géographie

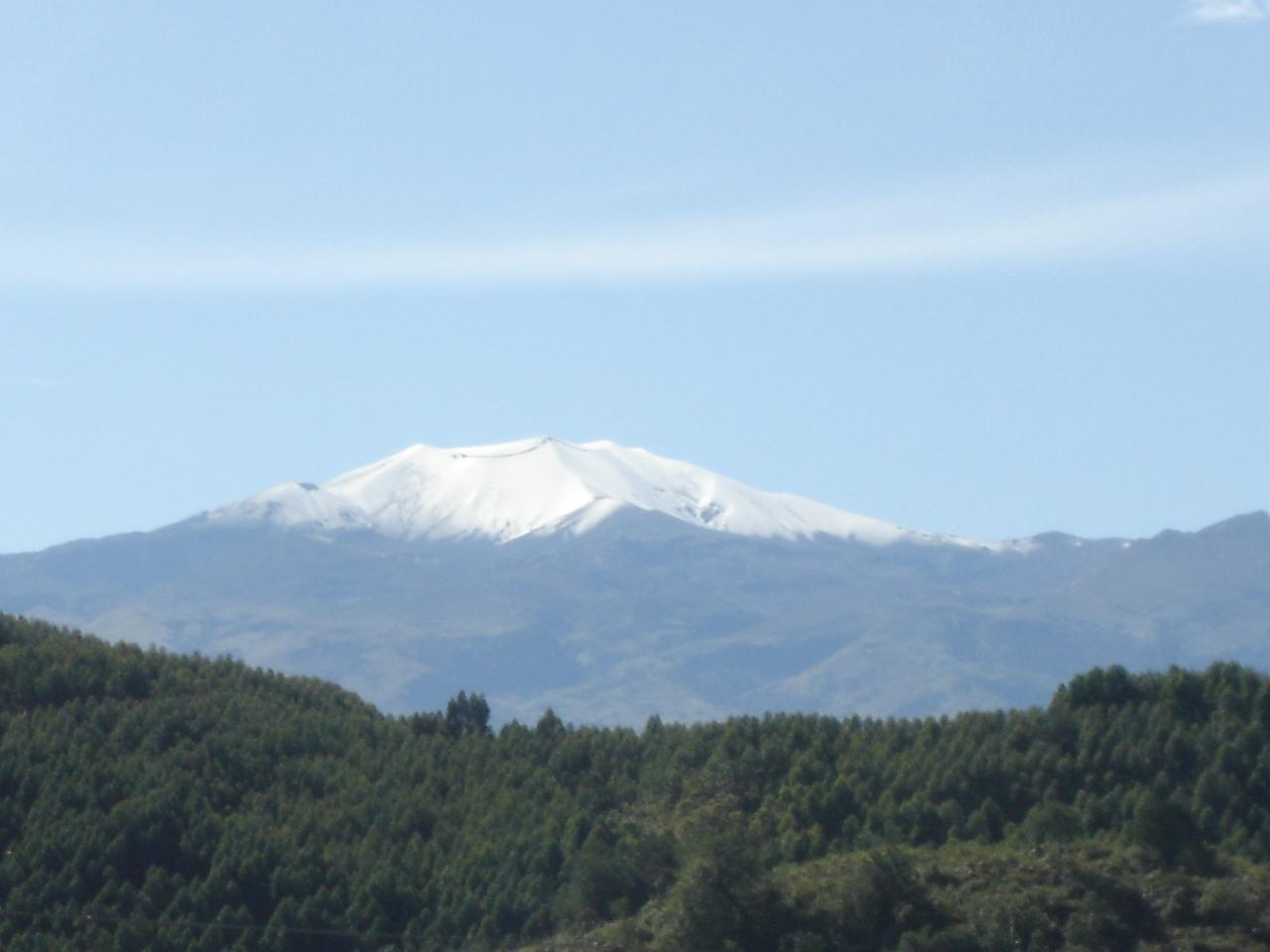
Vue du Puracé depuis Popayán.